# حرب صقلية ثانية
بعد أقل من سبعين عام رجعت قرطاج إلى قوتها الأصلية. بعد أنشأت مدن كثيرة في شمال إفريقية واستعمرت جزءا أكبر من تونس.
ففي عام 409 ق. م هددت مدينة سيلينوس اليونانية مدينة سيجستا الإيليمية التي أستنجدت بقرطاجة فذهب حنبعل ماجو حفيد حملقارت ليحارب ضد مدن صقلية اليونانية وفتح مدن سيلينوس وهيميرا وذبح 3,000 آلاف من الإغريق كقربان على جده المنتحر حملقارت.
و في عام 406ق.م خرجت حملة قرطاجية جديدة على صقلية بقيادة القائدين حنبعل ماجو وهيميلكو بن حانون ولكن حنبعل ماجو مات فقام هيميلكو بتدمير العديد من المدن اليونانية المهمة مثل أكراغاس، جيلا وكامارينا على السواحل الجنوبية عندها أصبحت صقلية اليونانية كلها مهددة بالخطر.
كان رد فعل اليونانيون يتزعمه ديونيسيوس الأول طاغية سيراكوزا الذي أنهى حالة السلم مع قرطاجة في عام 406 ق. م، فتحرك ضد القرطاجيين فأحرز انتصارات عديدة ولكنه خسر لاحقا أمامهم فعقد الصلح مع قرطاجة في عام 405 ق.م الذي يقتضي بالتنازل عن كل أملاكه ويعود إلى سيراكوزا ويكف عن التدخل في شؤون المدن الأخرى.
ولكن بعد سبع سنوات عاد ديونيسيوس مرة ثانية ليتحدى قرطاجة ففي عام 398 ق.م قام ديونيسيوس الأول بمهاجمة مدينتي موتيا وسيجستا حليفتي قرطاجة. وفي العام التالي أشتبك مع الأسطول القرطاجي في سلسلة من المعارك التي أنهاها حيملكو بعد عامين من المعارك المستمرة بهزيمة ديونيسيوس الأول في معركة كاتانا البحرية وحصاره لمدينة سيراكوزا.
ولكن الطاعون تفشى بين القرطاجيين فأنسحب حيملكو قبل سقوط سيراكوزا. ولكنه عاود الهجوم بعد ثلاثة سنوات فتخلى ديونيسيوس عن خططه مع الأغريق اليونانيين وأعترف بتواجد قرطاجة في صقلية في معاهدة كالتي عقدها عام 405 ق.م.
و مرة ثالثة أيضا يعاود ديونيسيوس الأول الحرب وينقض المعاهدة مع قرطاجة بتشجيع من الإغريق عام 382 ق.م حيث شن سلسلة من المعارك ضد القرطاجيين انتهت بموته عام 367 ق.م. فمدت قرطاجة نفوذها إلى حميع الأراضي في غرب الجزيرة حتى نهر هاليكوس.